# وادي نجران
وادي نجران هو واحد من أكبر أودية المملكة العربية السعودية وأكبر أودية منطقة نجران. ويقسم مدينة نجران لقسمين شمالي وجنوبي، تأتي روافده من جبال الحجاز (جبال السروات) والهضاب المحيطة بالمنطقة (هضبة عسير)، ويمتد مسافة 180 كيلومتر إلى الشرق ابتداءًا من مصبه في السهول حيث ينتهي في رمال صحراء الربع الخالي، كما يبلغ متوسط عرضه في السهول 1000 متر.

## سد وادي نجران
نظرا لما يحدثه الوادي من أضرار كبيرة عند جريانه فقد بني سد على أعالي الوادي وسمي باسم الوادي سد وادي نجران، افتتح عام 1982 وبلغ إجمالي تكلفة إنشائه 277 مليون ريال، وتبلغ طاقته التخزينية 86 مليون متر مكعب وطوله 260 مترا وارتفاعه 60 مترا، وسد نجران أسطواني الشكل مقوس بنصف قطر 140 مترا وعرض 9.5 أمتار وأقصى ارتفاع من الأساسات إلى القمة 73 مترا وطول قمته 247 مترا، ويحتوي على 110000 متر مكعب من الخرسانة، ومن فوقه طريق على جسر عرضه 4.5 أمتار، وهو مبني من كتل خرسانية طول الواحدة منها 16 مترا، ويتم التحكم في درجات حرارة السد بضخ مياه باردة خلال نظام أنابيب قطرها 25 متر مطمورة في الخرسانة حتى تصل برودة جسم السد إلى 22ْ.